# Carraça (futebolista)
Rui Filipe Caetano Moura (nascido a 1º de março de 1993), conhecido como Carraça, é um futebolista português que joga no FC Porto a lateral direito.

## Carreira

### Boavista
Natural da Folgosa, Maia, Carraça terminou a sua formação no Boavista FC depois de chegar ao clube com 16 anos. As suas duas primeiras temporadas como sénior no clube foram passadas na terceira divisão.
De 2014 a 2016, Carraça disputou a Segunda Liga por empréstimo, respetivamente com o CD Tondela e o CD Santa Clara. A estreia como jogador profissional ocorreu com o Boavista FC, a 31 de agosto de 2014, quando jogou a segunda parte do empate caseiro por 1-1 contra o Académico de Viseu FC; Entrou oito vezes como titular e somou 809 minutos de jogo, na promoção inédita à Primeira Liga.
Regressa ao Estádio do Bessa para a época 2016–17. Estreia-se na competição a 14 de agosto de 2016, com uma vitória por 2–0 em casa sobre o FC Arouca. O seu primeiro golo acontece a 21 de outubro, marcando o golo que fixou o empate a 1-1 sobre os visitantes do CS Marítimo.
Foi um jogador-chave para Erwin Sánchez e para o seu sucessor Miguel Leal. Carraça renovou o seu contrato com o Boavista a 28 de dezembro de 2016, desta feita até junho de 2018.

### Porto
A 12 de agosto de 2020, Carraça assina um contrato de quatro anos com o FC Porto.